# Bounama Touré
Pour les articles homonymes, voir Touré.
Bounama Touré, aussi connu sous le nom de Toubabou Dior, est un lutteur sénégalais né le 12 février 1953 à Mbour et mort le 11 avril 2016 à Dakar.

## Carrière
Bounama Touré est médaillé de bronze dans la catégorie des moins de 100 kg en lutte gréco-romaine aux Championnats d'Afrique de lutte 1984 à Alexandrie. Il est médaillé de bronze dans la catégorie des moins de 100 kg en lutte gréco-romaine et dans la catégorie des plus de 100 kg en lutte libre aux Championnats d'Afrique de lutte 1985 à Casablanca.
Il remporte la médaille de bronze en moins de 130 kg en lutte gréco-romaine aux Jeux africains de 1991 au Caire. 
Médaillé d'argent de lutte gréco-romaine des plus de 100 kg aux Championnats d'Afrique de lutte 1992 à Safi, il dispute le tournoi de lutte gréco-romaine dans la catégorie des moins de 130 kg aux Jeux olympiques d'été de 1992 à Barcelone.